# Динамо-Синара
«Динамо» — женская гандбольная команда из Волгограда, самый титулованный клуб в истории чемпионатов России среди женщин.

## История
Развитие женского гандбола в Волгограде началось с 1970-х годов и с связано с именем Левона Акопяна, воспитанницы которого в 1970—80-х годах неоднократно принимали участие во всесоюзных студенческих и юношеских турнирах. Команда в те времена называлась «Буревестник», «Мелиоратор». В конце 1980-х она получила право выступать в первой союзной лиге, а через два сезона пробилась в группу сильнейших команд страны.
В сезоне 1992—1993 команда уже под названием «Ротор» приняла участие в первом чемпионате России и сходу заняла первое место.
Команду спонсировал начальник футбольного «Ротора» Владимир Горюнов, который пытался в своё время пригласить на пост тренера Евгения Трефилова, но тот предпочёл работать с клубом «Россиянка» из посёлка Городище.
Победы в чемпионатах России 1994—1995 и 1995—1996, а также успехи на европейской арене — победы в Кубке городов и Суперкубке Европы 1995 года — делают «Ротор» одним из сильнейших клубов Европы. В 1997 году команда получает название «Аква», побеждает в чемпионатах страны 1998—1999, 1999—2000 и 2000—2001.
Перейдя под «крыло» общества «Динамо» в 2003 году, команда приобретает своё нынешние название. Но смена поколений и усиление конкурентной борьбы в чемпионате России долго не позволяли коллективу добиться побед под новым именем и лишь в конце первого десятилетия XXI века последовали громкие победы: в Кубке ЕГФ в 2008 году и, после восьмилетнего перерыва, в чемпионате России 2008—2009.
В сезоне 2009—2010 «Динамо» участвовало в главном женском клубном турнире Европы Лиге чемпионов и пробилось в восьмёрку, а на внутренней арене в чемпионате страны, выиграв предварительный турнир, получила право принять в Волгограде первый в истории «Финал четырёх» и обыграла в полуфинале «Ладу», а затем в финале своего главного соперника последних лет — звенигородскую «Звезду», второй год подряд и в восьмой раз в истории стала чемпионом России.
Победы «Динамо» на российском и международном уровне заинтересовали руководителей металлургической компании, в лице председателя Совета директоров — Пумпянского Дмитрия Александровича. И с 2010 года ОАО «Трубная металлургическая компания» стала спонсором гандбольной команды «Динамо».
С 2009 по 2014 годы «Динамо-Синарой» было завоёвано 6 золотых медалей чемпионата России. Волгоградки стали самой титулованной российской командой. В их активе 12 чемпионских титулов национального чемпионата. 
Дальше в истории волгоградского женского гандбола наступила пора испытаний. В итоге финансовые  и кадровые трудности привели к тому, необходимо было что-то кардинально менять. В сезоне 2020-2021 годов благодаря своевременному вмешательству руководителей комитета физкультуры и спорта Волгоградской области на смену общественной организации пришло Государственное автономное учреждение «Центр развития гандбола «Динамо». Было решено объединить женские профессиональные команды региона «Динамо-Синару» и «Динамо-СШОР» с детской школой Олимпийского резерва. Возглавила новую организацию директор волгоградской СШОР Стелла Вартанян.
В сезоне 2021—2022 годов главным тренером «Динамо-Синары» был назначен заслуженный мастер спорта Олег Кулешов. Молодой тренер сумел сплотить команду и уже совсем скоро пришли первые результаты. В чемпионате 22-23 молодой волгоградский коллектив показал лучший результат за последние 6 лет — стал шестым. В межсезонье команду пополнили опытные игроки. В Волгоград вернулись олимпийская чемпионка Марина Судакова и Наталия Даньшина. Кроме того, на позицию левого полусреднем была приглашена воспитанница Краснодарского гандбола — Лада Самойленко.

## Тренеры
- Левон Акопян[2]
- Вячеслав Кириленко (2007—2008)
- Виктор Рябых (2008—2017)
- Николай Измайлов (2017—2019)
- Любовь Сидоричева (2019—2021)[3]
- Олег Кулешов (с 2021)[4]

## Достижения
- Чемпион России — 1993, 1995, 1996, 1999, 2000, 2001, 2009, 2010, 2011, 2012, 2013, 2014
- Обладатель Кубка ЕГФ — 2008
- Обладатель Кубка Городов — 1995
- Обладатель Суперкубка Европы — 1995